# Joanna Björkqvist

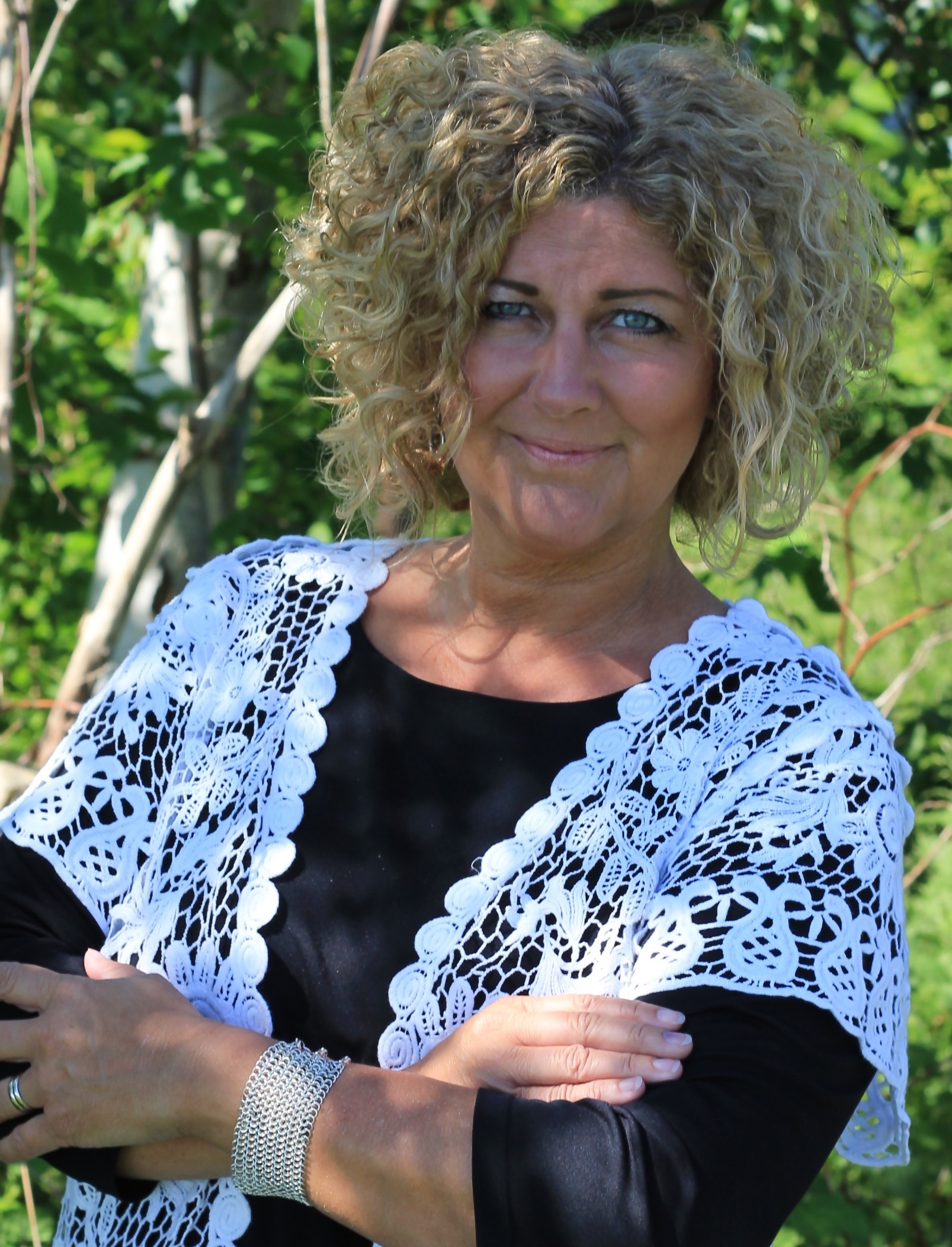
Joanna Björkqvist, journalist och författare. Foto: Edvard Björkqvist

Joanna Björkqvist, född 27 september 1967, är en svensk journalist och författare. 
Joanna Björkqvist utbildade sig till journalist på JMG, Göteborgs universitet, 1994-1997 och arbetade därefter som nyhetsreporter på Sveriges Television. Hon har även arbetat som frilansjournalist och lärare på högstadiet och gymnasiet. Den 8 september 2017 tilldelades hon Suicide Zeros hedersomnämnande för bästa rapportering om självmord.